# Алчни хора
„Алчни хора“ (на английски: Greedy) е американски комедиен филм от 1994 г. на режисьора Джонатан Лин, по сценарий на Лоуел Ганц и Бабалу Мандел. Във филма участват Майкъл Джей Фокс, Кърк Дъглас, Нанси Травис, Оливия Д'Або, Фил Хартман, Ед Бегли младши и Колийн Кемп. Музиката е композирана от Ранди Еделман.